# رينهولد يابو
رينهولد يابو (بالألمانية: Reinhold Yabo)‏ (10 فبراير 1992 في ألمانيا - ) هو لاعب كرة قدم ألماني في مركز الوسط. شارك مع منتخب ألمانيا الوطني لكرة القدم تحت 15 سنة ‏ ومنتخب ألمانيا تحت 16 سنة لكرة القدم ومنتخب ألمانيا تحت 17 سنة لكرة القدم ومنتخب ألمانيا لكرة القدم تحت 18 سنة ومنتخب ألمانيا تحت 19 سنة لكرة القدم ومنتخب ألمانيا تحت 20 سنة لكرة القدم. أما مع النوادي، فقد لعب مع ألمانيا آخن ونادي ريد بل سالزبورغ ونادي كارلسروه ونادي كولن ونادي كولن 2 ‏.

## وصلات خارجية
- رينهولد يابو على موقع الاتحاد الدولي (مؤرشف)  (الإنجليزية)
- رينهولد يابو على موقع قاعدة بيانات كرة القدم.إي يو (الإنجليزية)
- رينهولد يابو على موقع بيانات كرة القدم. دي إي (الألمانية)
- رينهولد يابو على موقع Soccerway.com (الإنجليزية)
- رينهولد يابو على موقع عالم كرة القدم.نت (الإنجليزية)
- رينهولد يابو على موقع AS.com (الإسبانية)

خيارات العرض الأولية
يُمكن استخدام وسيط |وضع= لضبط خيارات عرض القالب الأوليّة:
- |وضع=collapsed: {{رينهولد يابو|وضع=collapsed}} لإظهار القالب مطويًّا، بمعنى إخفاء محتوياته ما عدا الشريط الخاص بالعنوان.
- |وضع=expanded: {{رينهولد يابو|وضع=expanded}} لإظهار القالب ممتدًّا، بمعنى إظهاره كاملًا.
- |وضع=autocollapse: {{رينهولد يابو|وضع=autocollapse}}
  - لإظهار القالب مطويًّا إلى شريط العنوان إذا وُجِد قالب {{وصلات قالب}}، أو قالب {{شريط جانبي}} أو أي جدول يستخدم متغيّر مطوي في الصفحة.
  - لإظهار القالب في وضع الممتد إذا لم يكن هنالك أي عنصر مطوي في الصفحة.

إذا كان وسيط |وضع= غير مضبوطٍ؛ فإن العرض الأولي للقالب يأخذ الوضع من وسيط |افتراضي= في القالب. وضع هذا القالب الحالي مضبوط على autocollapse.
- أدوات مساعدة: تفقد استخدام الوصلات للقالب